# Медведка (приток Жиздры)
Медведка — река в России, протекает по Сухиничскому району Калужской области. Левый приток Жиздры.

## География
Река Медведка берёт начало у деревни Холопье. Течёт на юг. Устье реки находится у деревни Гретня в 118 км от устья Жиздры. Длина реки составляет 18 км, площадь водосборного бассейна — 87,2 км².

## Данные водного реестра
По данным государственного водного реестра России относится к Окскому бассейновому округу, водохозяйственный участок реки — Ока от города Белёв до города Калуга, без рек Упа и Угра, речной подбассейн реки — бассейны притоков Оки до впадения Мокши. Речной бассейн реки — Ока.
Код объекта в государственном водном реестре — 09010100512110000019968.